# Дюнхаупт, Хайнц-Вильгельм
Хайнц-Вильгельм Дюнхаупт (нем. Heinz-Wilhelm Dünhaupt, 7 мая 1912, Бюккебург — 19 апреля 1998, Целле) — немецкий шахматист, гроссмейстер ИКЧФ (1973).
Добился значительных успехов в игре по переписке.
Чемпион ФРГ по переписке 1975 г.
Участник 8-го чемпионата мира по переписке (1975—1980 гг.).
В составе сборной ФРГ неоднократно участвовал в заочных олимпиадах. По итогам 3-й заочной олимпиады (1958—1961 гг.) сборная ФРГ завоевала бронзовые медали (Дюнхаупт выступал на 1-й доске).
Гроссмейстерский титул получил по итогам удачного выступления в юбилейном турнире Германского союза заочных шахмат (BdF).

## Спортивные результаты
| Год                       | Город                                                                    | Соревнование                                                             | + | − | = | Результат | Место         |
| ------------------------- | ------------------------------------------------------------------------ | ------------------------------------------------------------------------ | - | - | - | --------- | ------------- |
| 1946                      | Бад-Харцбург                                                             | Турнир немецких мастеров                                                 | 4 | 5 | 2 | 5 из 11   | 8             |
| СОРЕВНОВАНИЯ ПО ПЕРЕПИСКЕ |                                                                          |                                                                          |   |   |   |           |               |
| 1965—1968                 | 5-й командный чемпионат мира (заочная олимпиада; сборная ФРГ, 1-я доска) | 5-й командный чемпионат мира (заочная олимпиада; сборная ФРГ, 1-я доска) | 1 | 1 | 6 | 4 из 8    | Команда — 3-я |
| 1970—1973                 | Юбилейный турнир Германского союза заочных шахмат (25 лет)               | Юбилейный турнир Германского союза заочных шахмат (25 лет)               |   |   |   |           | 2             |
| 1972—1976                 | 7-й командный чемпионат мира (заочная олимпиада; сборная ФРГ, ?-я доска) | 7-й командный чемпионат мира (заочная олимпиада; сборная ФРГ, ?-я доска) |   |   |   |           |               |
| 1973—1978                 | Командный чемпионат Европы (сборная ФРГ, ?-я доска)                      | Командный чемпионат Европы (сборная ФРГ, ?-я доска)                      |   |   |   |           |               |
| 1974—1975                 | Чемпионат ФРГ                                                            | Чемпионат ФРГ                                                            |   |   |   |           | 1             |
| 1975—1980                 | 8-й чемпионат мира                                                       | 8-й чемпионат мира                                                       |   |   |   | 7 из 14   | 6—10          |
| 1977—1982                 | Мемориал Э. Хейлимо                                                      | Мемориал Э. Хейлимо                                                      |   |   |   |           |               |
| 1981—1987                 | Юбилейный турнир Европейского союза заочных шахмат                       | Юбилейный турнир Европейского союза заочных шахмат                       |   |   |   |           |               |
| 1986—1992                 | Юбилейный турнир Германского союза заочных шахмат (40 лет)               | Юбилейный турнир Германского союза заочных шахмат (40 лет)               |   |   |   |           |               |
| 1994—1998                 | Мемориал Левковица                                                       | Мемориал Левковица                                                       |   |   |   |           |               |